# Live/Best
«Live/Best» — первый концертный альбом группы «Гран-КуражЪ», который вышел 14 сентября 2013 года. Это последний альбом записанный с вокалистом Михаилом Житняковым, который с сентября 2011 года является вокалистом группы «Ария».

## Отзывы критиков
(<…>) Но то, что мы слышим сейчас на диске — практически студийная запись: так ровно, чисто и без лаж не звучат на концертах даже Metallica! Впрочем, в данном случае лажи и кривости и не нужны — их и так хватает в наших рок-клубах, а в домашних условиях лучшие вещи любимой группы всё же хочется послушать в близком к оригиналу исполнении и с качественным саундом. Таким образом «Live/Best» оказался практически идеальным релизом: 80 минут отлично звучащего «лайв/бэста» упакованы в 6-панельный дигипак и укомплектованы 12-страничным буклетом, ну а что ещё надо для полного счастья преданного фэна группы?— Рецензия из журнала «DarkCity» 

## Список композиций
Все тексты написаны Михаилом Бугаевым, кроме отмеченных, вся музыка написана Михаилом Бугаевым, кроме отмеченных.
| №   | Название             | Текст песни          | Музыка     | Длительность |
| --- | -------------------- | -------------------- | ---------- | ------------ |
| 1.  | «Интро»              |                      |            | 1:19         |
| 2.  | «Только вперёд»      |                      |            | 4:49         |
| 3.  | «Герои»              |                      |            | 4:18         |
| 4.  | «Старт во тьме»      |                      |            | 3:20         |
| 5.  | «От заката до зари»  | О.Кустов, М.Бугаев   |            | 3:08         |
| 6.  | «Дождь»              | И.Коинова            |            | 4:43         |
| 7.  | «Мистерия войны»     |                      |            | 3:40         |
| 8.  | «Если жив ещё»       |                      |            | 3:27         |
| 9.  | «Новой надежды свет» |                      |            | 4:33         |
| 10. | «Поздно для любви»   |                      |            | 5:02         |
| 11. | «Все имена»          | М.Пушкина            |            | 4:00         |
| 12. | «На войне»           | М.Пушкина, М.Бугаев  |            | 6:24         |
| 13. | «Скрипка Паганини»   | В.Абузяров           | В.Абузяров | 3:45         |
| 14. | «Первый день осени»  | Е.Игнатова, М.Бугаев |            | 3:58         |
| 15. | «Тайны странствий»   | Е.Игнатова, М.Бугаев |            | 6:05         |
| 16. | «Осенний рай»        |                      |            | 3:32         |
| 17. | «По ту сторону неба» |                      |            | 5:08         |
| 18. | «9 жизней»           |                      |            | 4:39         |
| 19. | «Вулкан»             | Л.Воропаева          | В.Векштейн | 4:02         |

## Участники записи

### ГруппаГран-КуражЪ
| Михаил Житняков | — вокал             |
| Михаил Бугаев   | — гитара, клавишные |
| Юрий Бобырёв    | — гитара            |
| Павел Селеменев | — бас-гитара        |
| Алексей Путилин | — ударные           |

### Приглашённые музыканты
| Владимир Насонов | — бэк-вокал |
| Олег Слюсарь     | — клавишные |

### Дополнительная информация
- Запись — Юрий Бобырёв, Максим Чеботарёв, Александр Меренков
- Сведение и мастеринг — SonicPlant Studio
- Звукорежиссёры — Александр Меренков, Юрий Бобырёв
- Фотографии — Станислав Дроздов
- Дизайн оформления — Мария Григорьева